# Кадоша, Пал
Пал Ка́доша (венг. Kadosa Pál; 6 сентября 1903, Лева, Австро-Венгрия, ныне Левице, Словакия — 30 марта 1983, Будапешт, Венгрия) — венгерский композитор, пианист, общественный деятель и педагог.

## Биография
Ученик Золтана Кодая (композиция) и Арнольда Секея (фортепиано). В 1945—1983 годах профессор по классу фортепиано в Высшей музыкальной школе в Будапеште. Был одним из организаторов 1-го Международного конкурса Белы Бартока, чьё творчество широко пропагандировал. Почётный член Королевской академии музыки в Лондоне (1967), член-корреспондент Академии искусств ГДР (1970). В 1961—1982 годах — председатель жюри Международного конкурса пианистов имени Ференца Листа и Белы Бартока.

## Сочинения
- 1947 — опера-оратория «Государству свойственно заблуждаться» /
- 1951 — опера «Приключение в Хусте» / Huszti kaland (по Мору Йокаи)

## Награды
- 1950 — Премия имени Кошута
- 1953 — Заслуженный артист ВНР

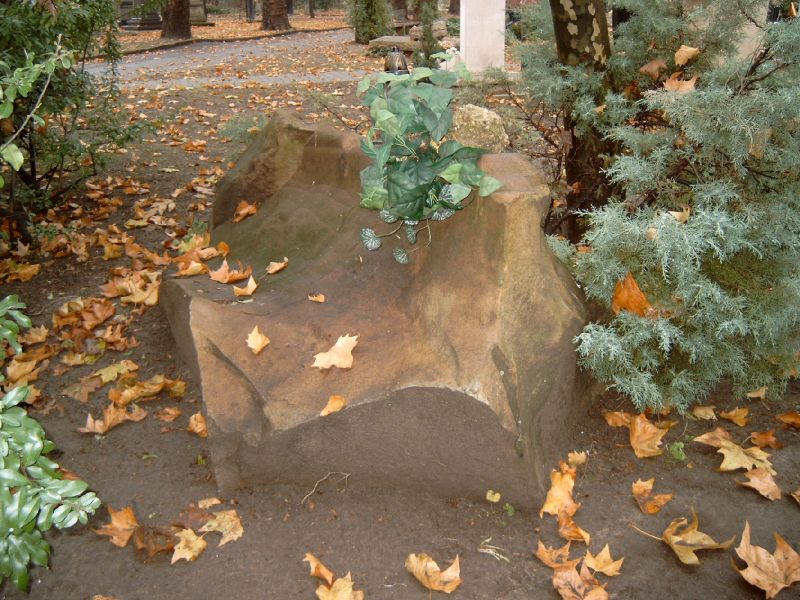
Могила Пала Кадоша на будапештском кладбище Керепеши

- 1955 — Премия имени Ференца Эркеля
- 1962 — Премия имени Ференца Эркеля
- 1963 — Народный артист ВНР
- 1975 — Премия имени Кошута